# 葛德洪
葛德洪（1918年—？），男，鄂伦春族，黑龙江瑷珲（今黑河）人，中国政治人物，曾任呼伦贝尔盟政协副主席，第五、六、七届全国政协委员。